# Sparkasse Radevormwald-Hückeswagen
Die Sparkasse Radevormwald-Hückeswagen war eine öffentlich-rechtliche Sparkasse mit Sitz in Radevormwald in Nordrhein-Westfalen. Das Geschäftsgebiet der Sparkasse Radevormwald-Hückeswagen war das Gebiet des Trägers (der Städte Radevormwald und Hückeswagen). Zum 1. August 2023 fusionierte die Sparkasse mit der Kreissparkasse Köln.

## Geschäftsausrichtung
Die Sparkasse Radevormwald-Hückeswagen betrieb als Sparkasse das Universalbankgeschäft. Sie war Marktführer in ihrem Geschäftsgebiet. Die Sparkasse Radevormwald-Hückeswagen wies im Geschäftsjahr 2022 eine Bilanzsumme von 643,28 Mio. Euro aus und verfügte über Kundeneinlagen von 518,21 Mio. Euro. Gemäß der Sparkassenrangliste 2022 lag sie nach Bilanzsumme auf Rang 347. Sie unterhielt 6 Filialen/Selbstbedienungsstandorte und beschäftigte 95 Mitarbeiter.

## Geschichte
Die Sparkasse Radevormwald-Hückeswagen hatte zwei Vorgängerinstitute eines in Hückeswagen und eines in Radevormwald.

### Stadt-Sparkasse Hückeswagen
Der erste Antrag auf Errichtung einer Sparkasse in Hückeswagen wurde am 4. Dezember 1847 abgelehnt, da die Erfolgsaussichten den Behörden zu gering erschienen. Wörtlich hieß es "...eine förmliche Sparkasse zu einem bedeutenden Umfange nicht gelangen und die mit der Verwaltung verbundene Mühewaltung durch den Erfolg nicht in gehofftem Maße gelohnt werden dürfte.." Fünf Jahre später – am 13. Mai 1853 wurde ein erneuter Antrag und das Statut genehmigt. Schließlich wurde die Sparkasse am 31. Oktober desselben Jahres eingerichtet. Wo sich bei Eröffnung der Sparkasse die Büroräume befanden, ist heute nicht mehr mit Sicherheit zu sagen. Fest steht, dass sie sich von den 1870er Jahren an bis zum Jahre 1887 in der jetzigen katholischen Schule an der Cölnerstraße befunden haben. Vermutlich war die Kasse schon vor 1853 hier untergebracht, weil der damalige Rendant Johann, seit dieser Zeit an der Schule tätig war. Mit den Rendanten wechselten auch mehrmals die Geschäftsräume, bis diese am 1. April 1905 mit der Stadtkasse zusammen im Hause Bachstraße 11 untergebracht wurden.
„Am Schlusse des Rechnungsjahres 1881“ wurde die erste Million Spareinlagen (31. Dezember 1881 = 1.052.060,92 Mark) überschritten. Der Zufluss an Spareinlagen war aber nicht mehr so groß wie zu Beginn. Der geringere Zugang wurde durch die Tatsache erklärt, dass im Laufe der Jahre in den Nachbargemeinden ebenfalls öffentliche Sparkassen errichtet wurden; so am 11. September 1889 in der früheren Landgemeinde Hückeswagen. Seit 1935 hatte die Sparkasse Hückeswagen ihren Standort am Wilhelmsplatz. Im Jahre 1952 feierte sie das 100. Jubiläum. Sie verwaltete wieder rund 3 Mio. DM an Einlagen. 1960 waren es rund 13 Mio. DM.

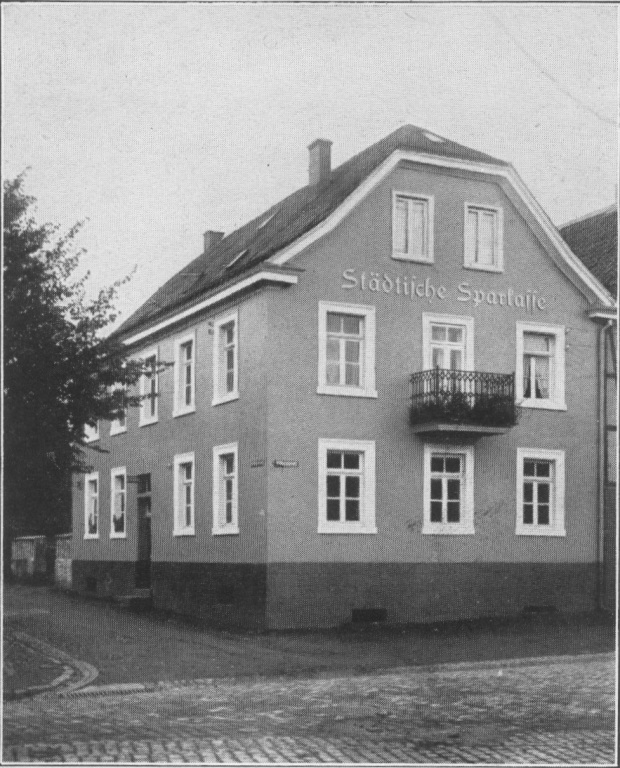
Sparkasse Hückeswagen 1927

Die gute Entwicklung in den 1950er Jahren veranlasste die Sparkasse Hückeswagen zum Neubau der Hauptstelle. Im Februar 1962 konnte der Geschäftsbetrieb in der Peterstraße 4 in neuen und modernen Räumen fortgesetzt werden. Im Mai 1968 wurde in Wiehagen eine weitere Zweigstelle eröffnet.

### Sparkasse Radevormwald
Auch in Radevormwald dauerte es mit der Errichtung der Sparkasse. Schon 1835 erließ der Bürgermeister bereits am 17. November eine „Bekanntmachung“, in der es heißt: „… das Bedürfnis der Einführung einer allgemeinen Sparkasse in der hiesigen Bürgermeisterei, ist schon längere Zeit in mancherlei Fällen dringend empfunden worden, und es soll demnach diese Einrichtung auf den Grund der bereits mit höherer obrigkeitlicher Bestätigung versehenen Statuten gegenwärtig ins Leben treten …“ Es dauerte dann noch einige Jahrzehnte – Satzungsfragen wurden von den Behörden immer wieder diskutiert. Am 15. September 1883 wurde die Städtische Sparkasse Radevormwald wurde als erstes örtliches Geld- und Kreditinstitut eröffnet – in der Privatwohnung von Gustav Meskendahl. Am Eröffnungstag wurden drei Spareinlagen zu je 50 Mark begründet. Der Schritt ins 20. Jahrhundert erfolgte mit 2 Millionen Mark Spareinlagen. Von diesen Spareinlagen waren immerhin rd. 1 Million Mark an Hypotheken bereitgestellt. Es folgte der Erste Weltkrieg, die Nachkriegs- und Inflationszeit sowie die Wirtschaftskrise mit dem Höhepunkt der Weltwirtschaftskrise 1931. Diese Periode wurde abgeschlossen mit der „Rentenmark“, die für eine Billion Mark erworben werden konnte.

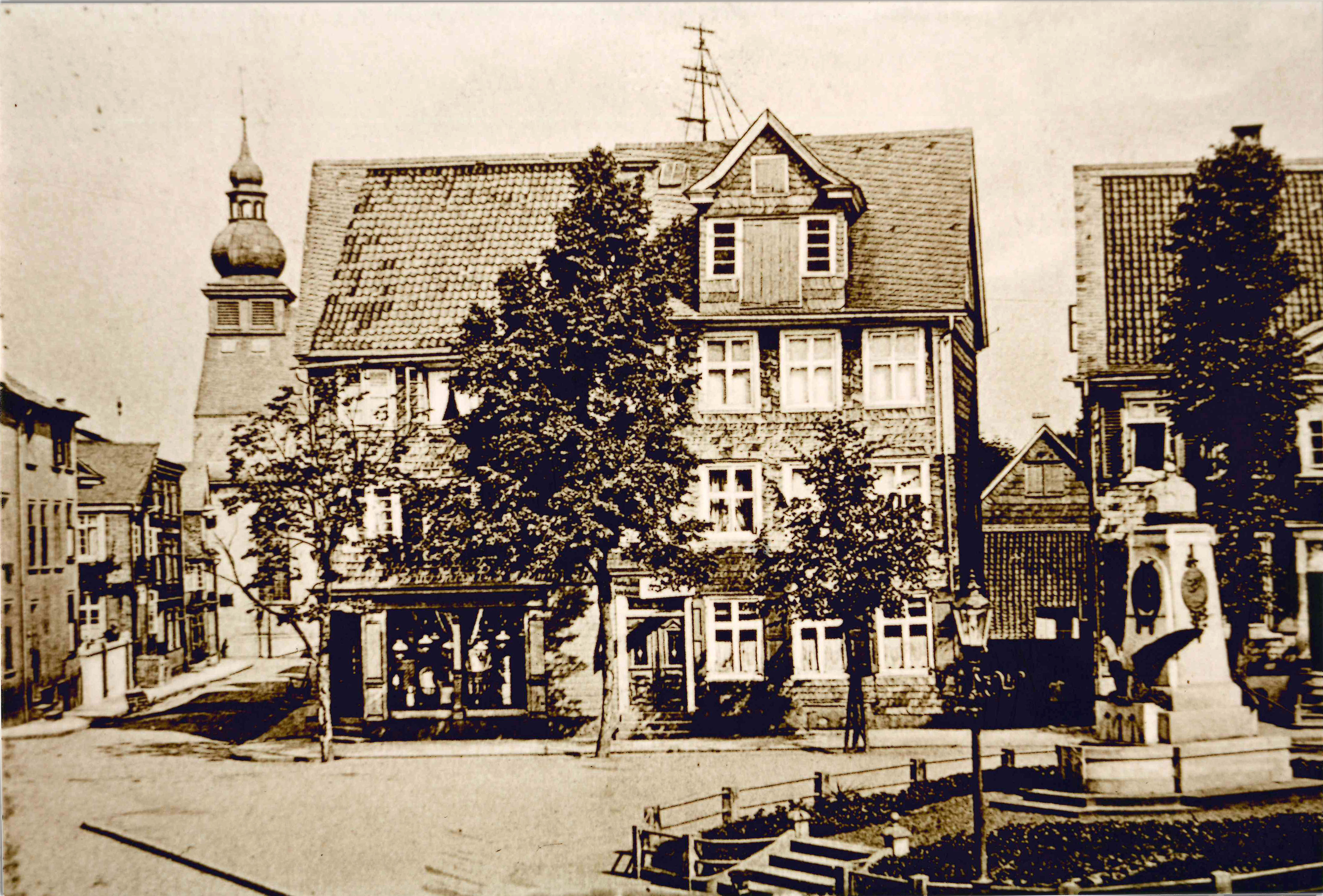
Sparkasse Radevormwald 1883 bis 1894

1925 errichtete die Städtische Sparkasse zu Radevormwald die erste Zweigstelle im Ortsteil Dahlerau. Durch eine neue Sparkassen-Verordnung wurden die Sparkassen in Deutschland 1932 zu selbstständigen Anstalten des öffentlichen Rechts. So konnte die Gewährträgerhaftung eingeführt werden. Am 16. Dezember 1950 bezog die Sparkasse Radevormwald erstmals ein eigenes Gebäude an der Kaiserstraße. Im Jahr 1951 wurde im Ortsteil Bergerhof die zweite Zweigstelle in Betrieb genommen. Im Jahre 1962 wurde im Haus Kaiserstraße 41 die Zweigstelle Lindenbaum eröffnet. Das zweite eigene Zweigstellengebäude in Radevormwald wurde – verbunden mit dem Umzug aus den gemieteten Räumen – 1963 in Bergerhof errichtet.
Von 1969 bis 1994 leistete die Sparkasse einen besonderen Kundenservice: An vier Tagen in der Woche wurde eine fahrbare Zweigstelle in der Stadt und vor allem in den Außenbezirken eingesetzt. Zum Ende des Geschäftsjahres 1970 war das Einlagenvolumen inzwischen auf 83,4 Millionen DM angewachsen. Am 5. Mai 1972 wurde das Hauptstellengebäude an der Hohenfuhrstraße eingeweiht, das auch heute noch – mehrfach modernisiert – Standort der Sparkasse ist.

### Sparkasse Radevormwald-Hückeswagen
Beide Sparkassen, in Radevormwald und Hückeswagen, entwickelten sich in den folgenden Jahren gut. Die Einführung und kontinuierliche Weiterentwicklung der elektronischen Datenverarbeitung wurde begleitet von entsprechenden Neugestaltungen der Geschäftsräume in beiden Häusern. Das Bilanzvolumen erreichte im Jahr 1990 einen historischen Höchststand von 173 Mio. DM in Hückeswagen und 450 Mio. DM in Radevormwald. Am 1. Juli 1991 fusionierten die Sparkasse der Stadt Radevormwald und die Stadt-Sparkasse Hückeswagen zu dem gemeinsamen Institut „Sparkasse Radevormwald-Hückeswagen“, das sein erstes gemeinsames Geschäftsjahr mit einem Bilanzvolumen von 642 Millionen DM abschloss.

## Gesellschaftliches Engagement
Zum Nutzen der Bürger in beiden Städten wurde die Sparkassen-Bürgerstiftung für Kunst und Kultur (1991) sowie die Sparkassen-Sport- und Sozialstiftung (1998) der Sparkasse Radevormwald-Hückeswagen ins Leben gerufen. Beide Stiftungen sind Säulen des gesellschaftlichen Engagements in der Region, die schon viele Projekte auf kultureller und sportlicher Ebene unterstützt haben.
Die Sparkasse engagiert sich und fördert mit jährlich rund 115.000 Euro Maßnahmen in den Bereichen Bildung, Kunst, Kultur, Soziales und Sport. Dieser Betrag setzt sich aus Ausschüttungen des Geschäftsbetriebes und der zwei Stiftungen zusammen.

### Sport- und Sozialstiftung
Die Sport- und Sozial-Stiftung verfügt über ein Stiftungsvermögen von 1,8 Millionen Euro. Mit den Erträgen daraus fördert sie Breitensport, Nachwuchssportler, Jugend- und Altenhilfe, Gesundheitswesen und das Gemeinwohl.
Hierfür stand im Jahr 2020 ein Betrag von ungefähr 4.000 Euro zur Förderung von Projekten zur Verfügung. Seit ihrer Gründung hat die Sport- und Sozialstiftung so für 510 Maßnahmen rund 817.000 Euro ausgeschüttet. Dieser Betrag teilt sich wie folgt auf:
| Sportvereine Radevormwald                           | 267.000 Euro |
| Sportvereine Hückeswagen                            | 182.000 Euro |
| Soziales Engagement in Radevormwald und Hückeswagen | 365.000 Euro |

### Bürgerstiftung Kunst & Kultur
Mit der Bürgerstiftung Kunst & Kultur unterstützt die Sparkasse Radevormwald-Hückeswagen kulturelle Aktivitäten in ihrem Geschäftsgebiet. Die Bürgerstiftung der Sparkasse ist der größte Förderer von Kunst und Kultur in Radevormwald und Hückeswagen. Aus den Erträgen des Stiftungsvermögens von 1,3 Millionen Euro stand im Jahr 2020 ein Betrag von ca. 6.000 Euro zur Förderung von Projekten in folgenden Bereichen zur Verfügung: Förderung der Kunst, Pflege und Erhaltung von Kulturwerten, Denkmalpflege.
Bisher hat die Stiftung 550 Maßnahmen mit über 1,3 Millionen Euro gefördert.